# Omakase

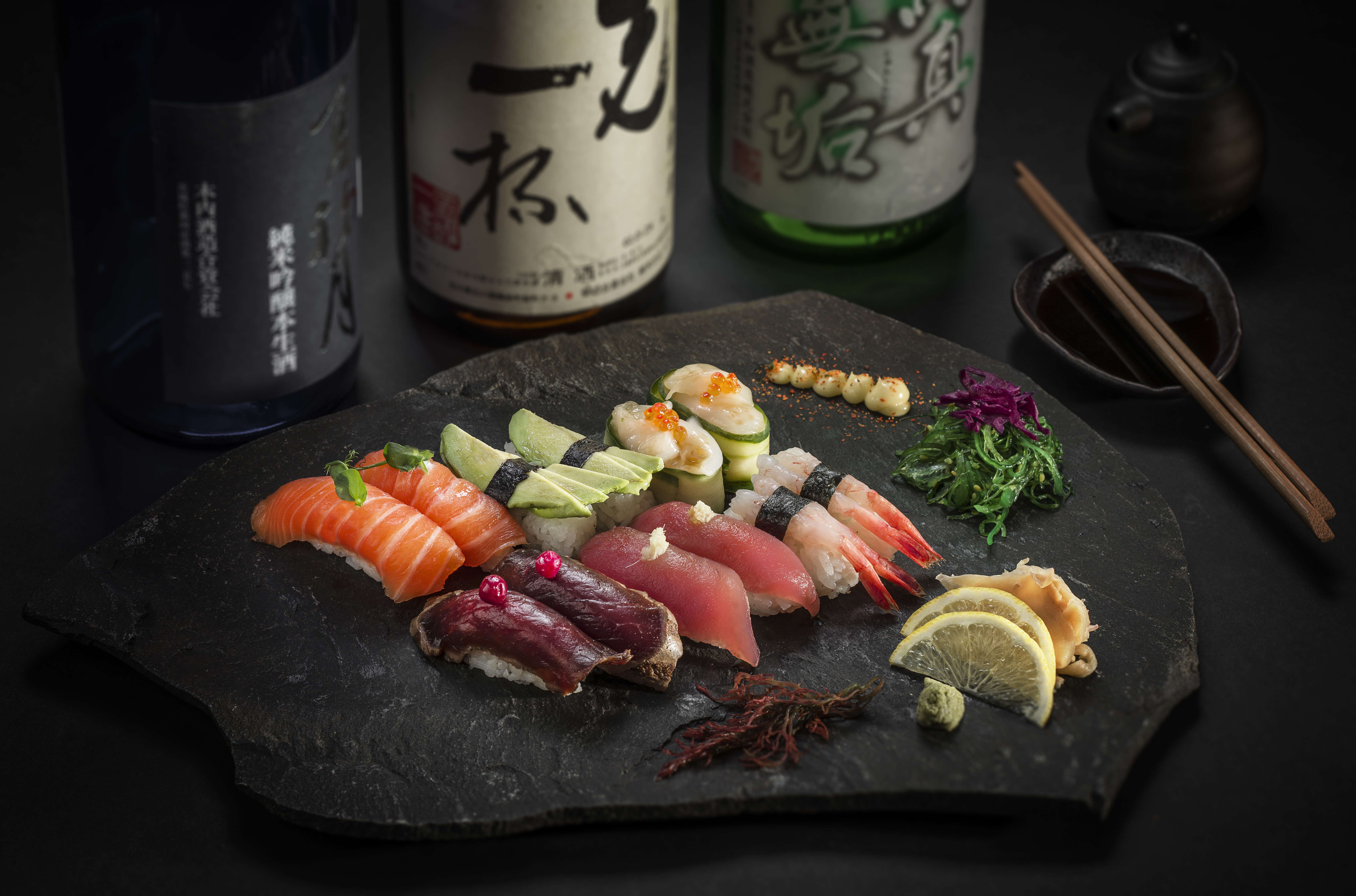
Un omakase di nigiri

Omakase (お任せ?) è un'espressione giapponese che significa "mi affido a te" o "lascio fare a te", e viene usata dal cliente di un ristorante, generalmente di sushi, per indicare allo chef di preparare ciò che lui desidera. Il cliente, facendo questa richiesta, rinuncia a scegliere dal menù e acconsente a ricevere il piatto che gli viene servito.

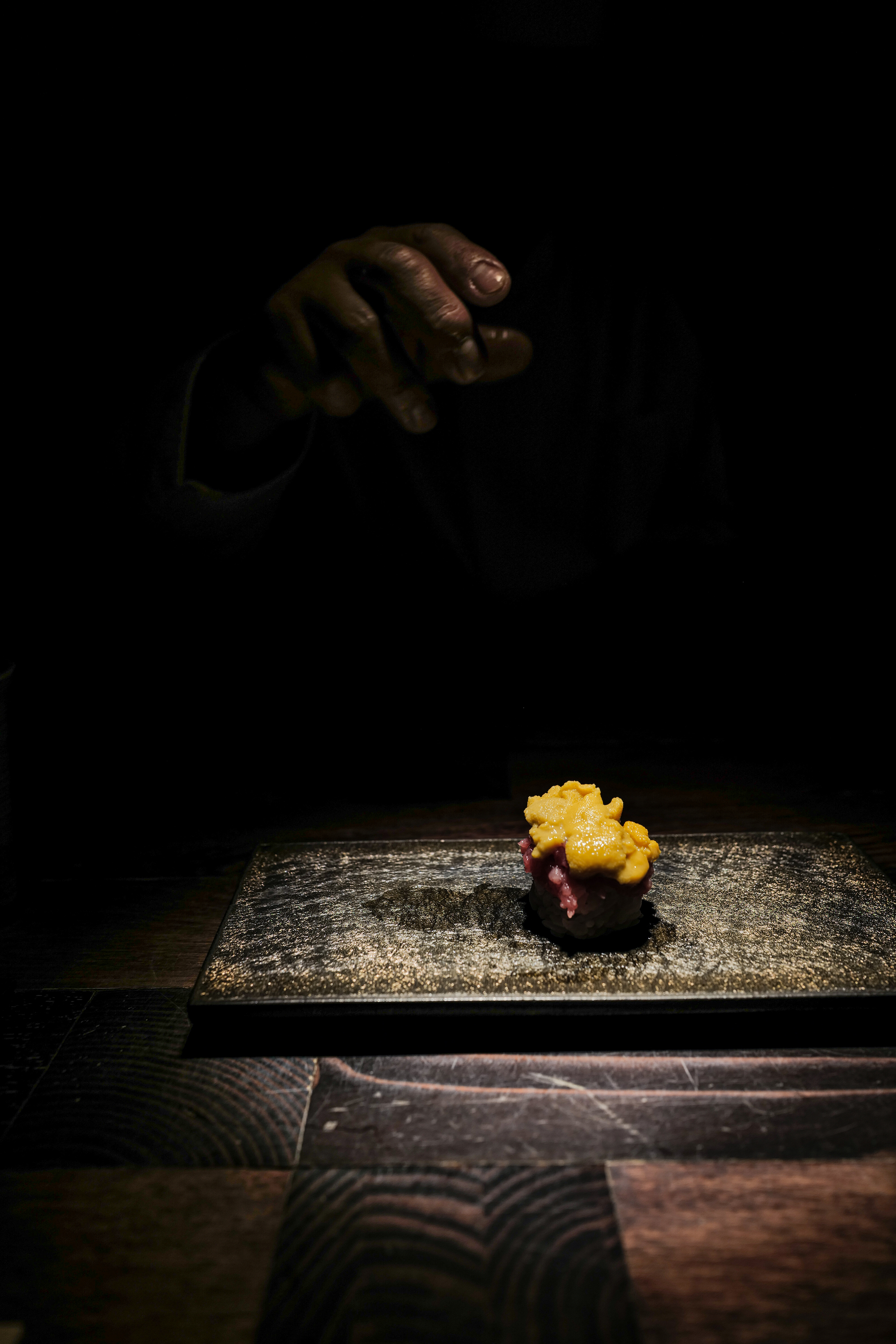
Lo chef seleziona gli ingredienti di stagione e li serve uno per uno

## Origine e uso del termine
Il termine deriva dal verbo makaseru (任せる), che significa "affidare" o "lasciar fare a". Il cliente solitamente richiede al cameriere "お任せ料理" (omakase ryōri), che significa "cibo a discrezione dello chef", considerato spesso il miglior trattamento, tramite la frase "お任せお願いします" (omakase onegaishimasu), dove onegaishimasu significa "per favore".
Lo chef procederà quindi a selezionare e servire le specialità stagionali in una serie di piatti, iniziando con quelli più leggeri e proseguendo con quelli più sostanziosi. La frase non è esclusiva al sushi e può includere tecniche di cottura come la grigliatura, la cottura a fuoco lento e altre.

## Caratteristiche
L'omakase consiste solitamente in dieci o venti pezzi di sushi serviti in tempi diversi. Solitamente viene accompagnato da tè verde caldo e raramente include il dessert. Una volta completato il servizio, il cliente è libero di ordinare dal menù normale o di chiedere più porzioni di un piatto specifico.
Richiedere l'omakase è un segno di fiducia verso lo chef; di conseguenza, il cliente di solito riceve cibi di altissima qualità con la miglior presentazione. Rifiutare un piatto è considerato una grande mancanza di rispetto e offesa. Non tutti i ristoranti offrono l'omakase e si consiglia di ordinarlo solo in quelli che si frequentano regolarmente. Inoltre, non è consigliato per le persone allergiche, o almeno dovrebbero avvisare in anticipo dei loro allergeni.

## Diffusione all'estero
La espressione si è diffusa anche in Occidente, specialmente nei ristoranti di alta cucina, per indicare un servizio senza menù, o menù a sorpresa, in cui i clienti non sanno quali piatti proveranno. Tuttavia, in Giappone, il suo luogo d'origine, l'omakase è limitato quasi esclusivamente al sushi più tradizionale.